# Comté de White Pine
Le comté de White Pine, en anglais : White Pine County, est un comté situé dans l'État du Nevada, aux États-Unis. Son siège est Ely. Selon le recensement de 2020, la population du comté est de 9 080 habitants.

## Géographie
La superficie du comté est de 23 042 km2, dont 22 989 km2 est de terre. Le parc national du Grand Bassin se trouve dans le sud-est du comté.

### Comtés adjacents
- Comté d'Elko (nord)
- Comté d'Eureka (ouest)
- Comté de Nye (sud-ouest)
- Comté de Lincoln (sud)
- Comté de Millard, Utah (est)
- Comté de Juab, Utah (est)
- Comté de Tooele, Utah (nord-est)

## Démographie
| Groupe                           | Comté de White Pine | Nevada | États-Unis |
| -------------------------------- | ------------------- | ------ | ---------- |
| Blancs                           | 85,5                | 66,2   | 72,4       |
| Amérindiens                      | 4,2                 | 1,2    | 0,9        |
| Noirs                            | 3,9                 | 8,1    | 12,6       |
| Autres                           | 2,8                 | 12,0   | 6,2        |
| Métis                            | 2,5                 | 4,7    | 2,9        |
| Asiatiques                       | 1,0                 | 7,2    | 4,8        |
| Océaniens                        | 0,1                 | 0,6    | 0,2        |
| Total                            | 100                 | 100    | 100        |
| Hispaniques et Latino-Américains | 13,2                | 26,5   | 16,7       |

Selon l'American Community Survey, en 2010, 93,92 % de la population âgée de plus de 5 ans déclare parler l'anglais à la maison, 3,11 % une langue chinoise, 1,74 % l'espagnol et 1,23 % une autre langue.